# Trobljasti ostrigar
Trobljasti ostrigar (znanstveno ime Pleurotus cornucopiae) je gliva iz rodu ostrigarjev (Pleurotus).

## Značilnosti
Trosnjak je sestavljen iz več klobuk trobljaste oblike, ki so z beti speti skupaj. Zrasejo lahko do 15 cm. Površina klobukov je spemenljiva od sive do bledo rumene.
Bet je vedno prisoten in je razvejan ter na klobuk pritrjen rahlo ekscentrično.
Belkasti lističi se spuščajo po steblu navzdol in se med seboj križasto združujejo, tako da na dnu postanejo mreža grebenov.
Močan mokast vonj rahlo spominja na janež. Okus je mokast.

## Razširjenost in življenjski prostor
Je razmeroma redka. Raste gniloživka na mrtvem lesu, včasih je lahko tudi blag zajedalec. Pojavlja se na štorih in podrtih deblih hrasta, bukve, bresta in drugih listnatih dreves.

## Mikroskopske značilnosti
Trosni prah je bel. Trosi so podolgovato elipsaste oblike, gladki, neamiloidni in merijo 8–12 × 3,5–5,5 µm.

## Podobne vrste
- bukov ostrigar (Pleurotus ostreatus) ima klobuk sive do rjave barve z modrikastim nadihom in lističi ne potekajo tako močno navzdol po betu.
- poletni ostrigar (Pleurotus pulmonarius) je lahko podobne barve a ima lističe bolj podobne bukovemu ostrigarju.
- citronasti ostrigar (Pleurotus citrinopileatus) je zelo podoben, le da je bolj živo rumene barve. Prinešen je iz daljnjega vzhoda in se v Evropi umetno goji.[3]

## Uporabnost
Užiten dokler je mlad.

## Galerija slik
- Ilustracija
- Trobljasti ostrigarji
- Lističi in bet
- Trosi